# Tatort: Acht, neun – aus
Acht, neun – aus ist der 166. Fernsehfilm der Tatort-Krimireihe. Vom Hessischen Rundfunk produziert, wurde die Episode am 10. Februar 1985 im Ersten Programm der ARD erstmals ausgestrahlt. Es handelt sich um den einzigen Fall von Polizeihauptmeister Dietze, dargestellt von Klaus Löwitsch.
Klaus Höhne, der Darsteller des ersten Tatort-Kommissars des Hessischen Rundfunks, spielt hier einen Gangster.

## Handlung
Polizeihauptmeister Reinhold Dietze will demnächst seinen Dienst quittieren. Er plant, nach Hamburg zu seiner Freundin zu ziehen. Dort soll er zu besseren Bedingungen bei einem Wachschutzunternehmen arbeiten. Dietze fährt mit seinem jungen Kollegen Polizeimeister Michael Lück routinemäßig Streife, als sie zu einem Raubüberfall in der Innenstadt gerufen werden. Der Inhaber des Musikgeschäfts und eine Kundin wurden lebensgefährlich verletzt. Bei der Verletzten handelt es sich zu Lücks Entsetzen um seine frisch angetraute Frau Uschi.
Unterdessen ertappt der Box-Promoter Bruno Komschak seinen Boxer Helmut Zander, der dringend Geld braucht, mit einer Waffe und macht diesem Vorwürfe, weil er die Waffe damals in Offenburg habe verschwinden lassen sollen. Komschak kommt daher auch darauf, dass der heruntergekommene und kokainsüchtige Zander den brutalen Überfall in der Innenstadt – mit nur geringer Beute –, über den die lokalen Medien berichteten, verübt haben könnte. Dies wird später durch Zeitungsberichte über die Tatwaffe bestätigt. Dietze ist besorgt um seinen jungen Kollegen Lück, der nicht nur Angst um seine Frau hat, sondern auch offen Rachegelüste gegen den Täter äußert.
Die Untersuchung der KTU ergibt, dass die Waffe, mit der Lücks Frau niedergeschossen wurde, bei einem Banküberfall in Offenburg vor fünf Jahren benutzt wurde. Damals erbeuteten drei Bankräuber eine Viertelmillion D-Mark. Lück erschießt beinahe einen am Verbrechen an seiner Frau unbeteiligten Italiener, der soeben aus Eifersucht seine Freundin niedergeschossen hat. Dietze wirft seinem Kollegen Lück vor, aufgrund seines seelischen Zustands ein schlechter Polizist und für den Polizeidienst ungeeignet zu sein. Dann nimmt Lück einen V-Mann der Polizei in die Mangel, dieser gibt ihm bezüglich des Verbrechens den Hinweis auf das Umfeld von Komschak und erzählt, dass Zander der Täter war. Lück dringt nachts bei Komschak ein und befragt ihn nach Helmut Zander. Komschak tut so, als wüsste er nicht, wo dieser sich aufhält. Nachdem Lück weg ist, lässt Komschak Zander zu sich bringen, dieser fordert Geld von ihm. Komschak möchte, dass Zander untertaucht. Die Bistro-Besitzerin Petra, die mit Dietze befreundet ist, spricht ihn in der Nacht von Dietzes Abschiedsfeier auf den Überfall in Offenburg an, obwohl sie aus den Medien nicht wissen kann, dass die Waffe in beiden Fällen identisch war. Petra trifft sich später mit Komschak. Dieser hatte mit Zander zusammen die Bank überfallen und Petra hatte den Fluchtwagen gefahren. Der Plan stammte von Petra. Petra drängt darauf, dass sie Zander beseitigen. Komschak gibt Zander, der noch immer Geldsorgen hat, daraufhin die Waffe zurück und ermuntert ihn nach Absprache mit Petra zu einem Überfall auf einen Supermarkt, der nur wenige Meter vom Bistro entfernt liegt. Petra ruft anonym bei der Polizei an, so dass Lück mit einem Kollegen zum Supermarkt eilt, während Zander gerade den Überfall verübt. Lück dringt befehlswidrig alleine in den Supermarkt ein, erkennt Zander und zieht seine Waffe, wird jedoch von Zander niedergeschossen. Lücks Kollege nimmt ihn fest, nachdem Zander die Waffe fallengelassen hat. Nun trifft auch Dietze im Supermarkt ein. Lück stirbt in seinen Armen. Zander gesteht, dass er in Offenburg beim Überfall dabei war. Dietze wird aufgrund von Zanders Aussage und Petras Erwähnung des Überfalls in Offenburg, die ihm nun wieder einfällt, plötzlich klar, dass Petra ebenfalls am Banküberfall beteiligt war. Verbittert über Lücks Tod fasst Dietze den Entschluss, dass er weiter Polizist in Frankfurt bleiben will. Nachdem er in Gedanken seiner Hamburger Freundin absagt, stürmt er Petras Bistro.

## Produktion und Einschaltquote
Acht, neun – aus! wurde zwischen dem 28. Mai und dem 11. Juli 1984 in Frankfurt am Main gedreht. Einige Szenen dieser Folge wurden im Frankfurter Stadtteil Bornheim gedreht, so z. B. in dem heute noch unter anderem Namen existierenden Supermarkt in der Berger Straße 234. Bei der Erstausstrahlung konnte diese Folge 9,47 Mio. Zuschauer erreichen, was einem Marktanteil von 29 % entsprach.

## Kritik
Die Kritiker der Fernsehzeitschrift TV-Spielfilm beurteilen diesen Tatort positiv als „Lebensnah und überzeugend gespielt“.

## Trivia
Die Supermarktszene wurde 1988 in der Serie Großstadtrevier in der Folge Geiselnahme der dritten Staffel als Teil eines fiktiven Films verwendet.